# Alfonso Saldarriaga
Pour les articles homonymes, voir Osma (homonymie).
Alfonso Enrique Saldarriaga de Osma (23 janvier 1902 – 8 mars 1985) est un footballeur péruvien. Célèbre défenseur central des années 1920 au Pérou, il a l'honneur d'intégrer la première sélection péruvienne de l’histoire en 1927.

## Biographie

### Carrière en club
Cet élégant défenseur – surnommé El Sereno (« le serein ») – commence sa carrière en 1919 à l'Unión Buenos Aires de sa ville natale de Callao. Il se fait connaître lors d'un match amical disputé le 7 septembre 1924 entre une équipe formée de joueurs de l'Unión Buenos Aires et l'Atlético Chalaco – appelée à l'occasion Combinado Chalaco - et l'Uruguay en marquant sur pénalty le but de la victoire sur les Uruguayens. Ce but est important dans la mesure où il représente la première victoire d'une équipe péruvienne sur l'Uruguay avant même l'existence de la sélection péruvienne de football.
Il poursuit sa carrière dans d'autres clubs de Callao tels l'Atlético Chalaco et l'Hidroaviación. En 1936, il s'expatrie au Chili, à l'Everton de Viña del Mar qui fait jouer jusqu'à dix joueurs péruviens dans l'équipe première. Il y terminera sa carrière.

### Carrière en sélection
International péruvien de 1927 à 1929, Alfonso Saldarriaga compte six capes en équipe du Pérou (aucun but marqué). Il participe au championnat sud-américain de 1927, organisé à Lima, où il intègre la première sélection du Pérou qui s'incline 0-4 face à l'Uruguay, le 1er novembre 1927.
Deux ans plus tard, il joue le championnat sud-américain de 1929 à Buenos Aires. Curieusement, il n'est pas convoqué pour disputer la première édition de la Coupe du monde en 1930 en Uruguay.